# Wyspa Edwarda
Wyspa Edwarda – wyspa o powierzchni 3 ha na Jeziorze Raczyńskim położona w woj. wielkopolskim w powiecie średzkim w Zaniemyślu.

## Charakterystyka

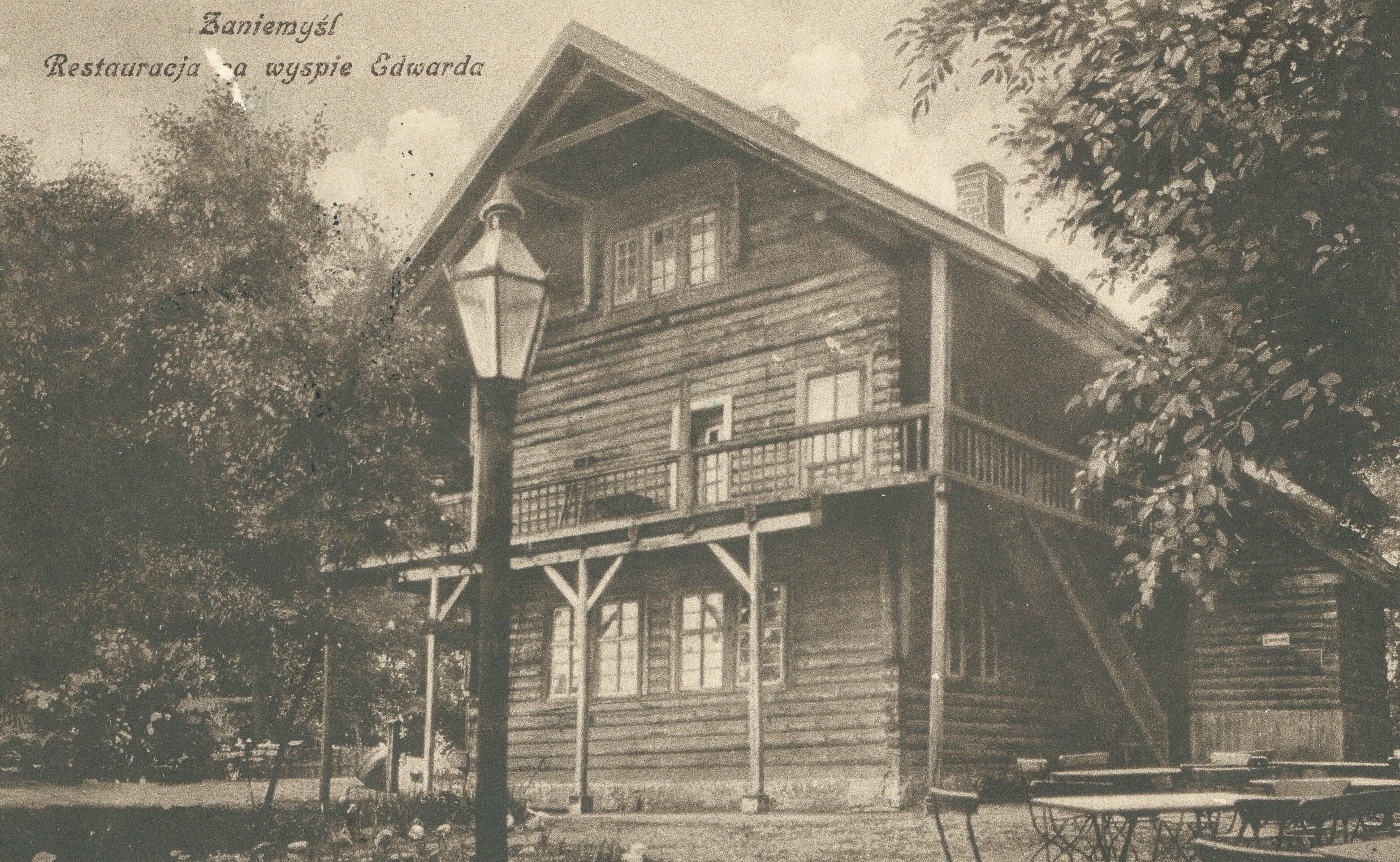
Restauracja, 1930

Nazwa wyspy pochodzi od hrabiego Edwarda Raczyńskiego, który w latach 1815–1845 był zarządcą gruntu na wyspie. Hrabia popełnił na tejże wyspie samobójstwo, strzelając sobie w głowę z armaty.
W latach 1817–1819 wybudował na niej modrzewiowy dom szwajcarski. Jest to budowla piętrowa, konstrukcji zrębowej, od wewnątrz ściany ceglane. Dachy kryte matami słomianymi, podtrzymywane przez słupy. Na ścianie domu tablica z 1971 upamiętniająca Mieczysława Orłowicza, często goszczącego w Zaniemyślu, którego imieniem nazwano pieszy szlak turystyczny z Zaniemyśla do Kórnika.
Florę wyspy stanowi ok. 60 dębów, z których 50 uznano za pomniki przyrody. Wyspa odgrywała rolę ośrodka wypoczynkowego i atrakcji turystycznej, w sezonie letnim czynna była przeprawa promowa.
Zespół dworski na wyspie jest wpisany do rejestru zabytków woj. wielkopolskiego: dom szwajcarski pod numerem 2503/A, zaś park pod numerem 2124/A.
Od marca 2011 właścicielem wyspy jest gmina Zaniemyśl. W latach 2011–2016 wykonano remont infrastruktury. W 2016 zarządcą wyspy zostało Powiatowe Centrum Rozwoju w Środzie Wielkopolskiej. Od lipca 2016 wyspa została ponownie otwarta dla zwiedzających.
Na wyspę prowadzi most modułowy. W 2025 wyspa jest zamknięta dla zwiedzających z powodu rewitalizacji.

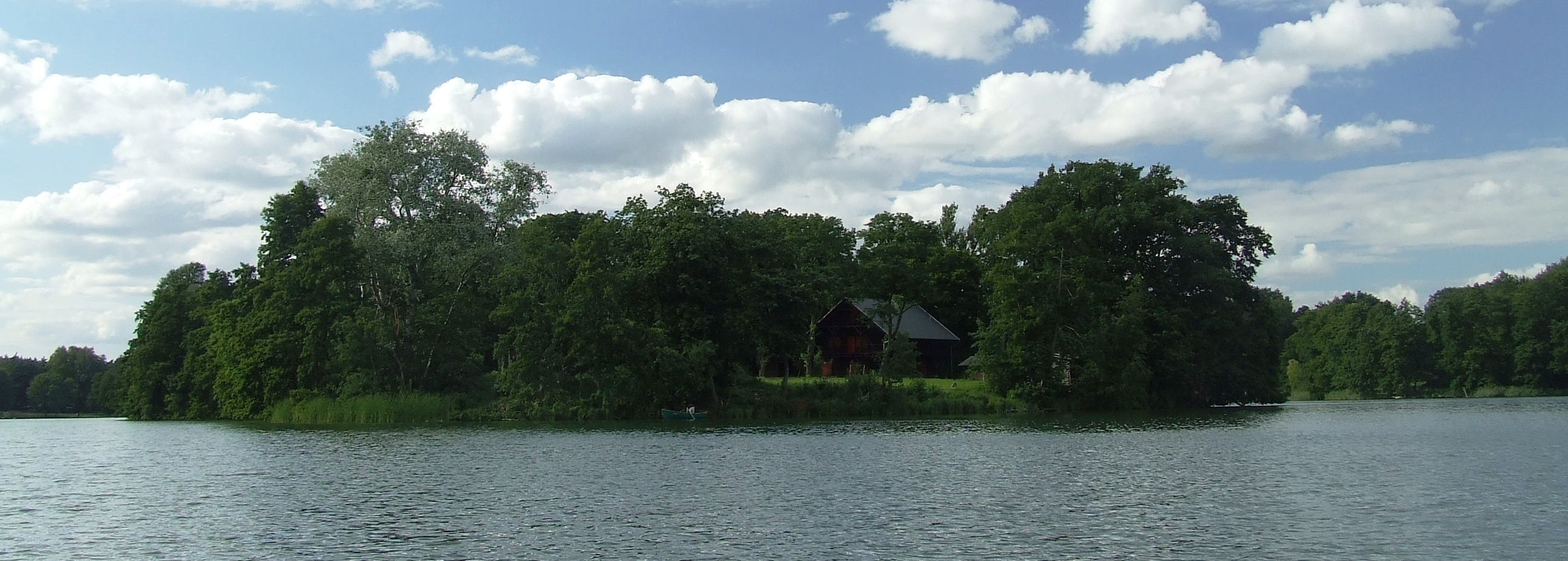
Wyspa Edwarda

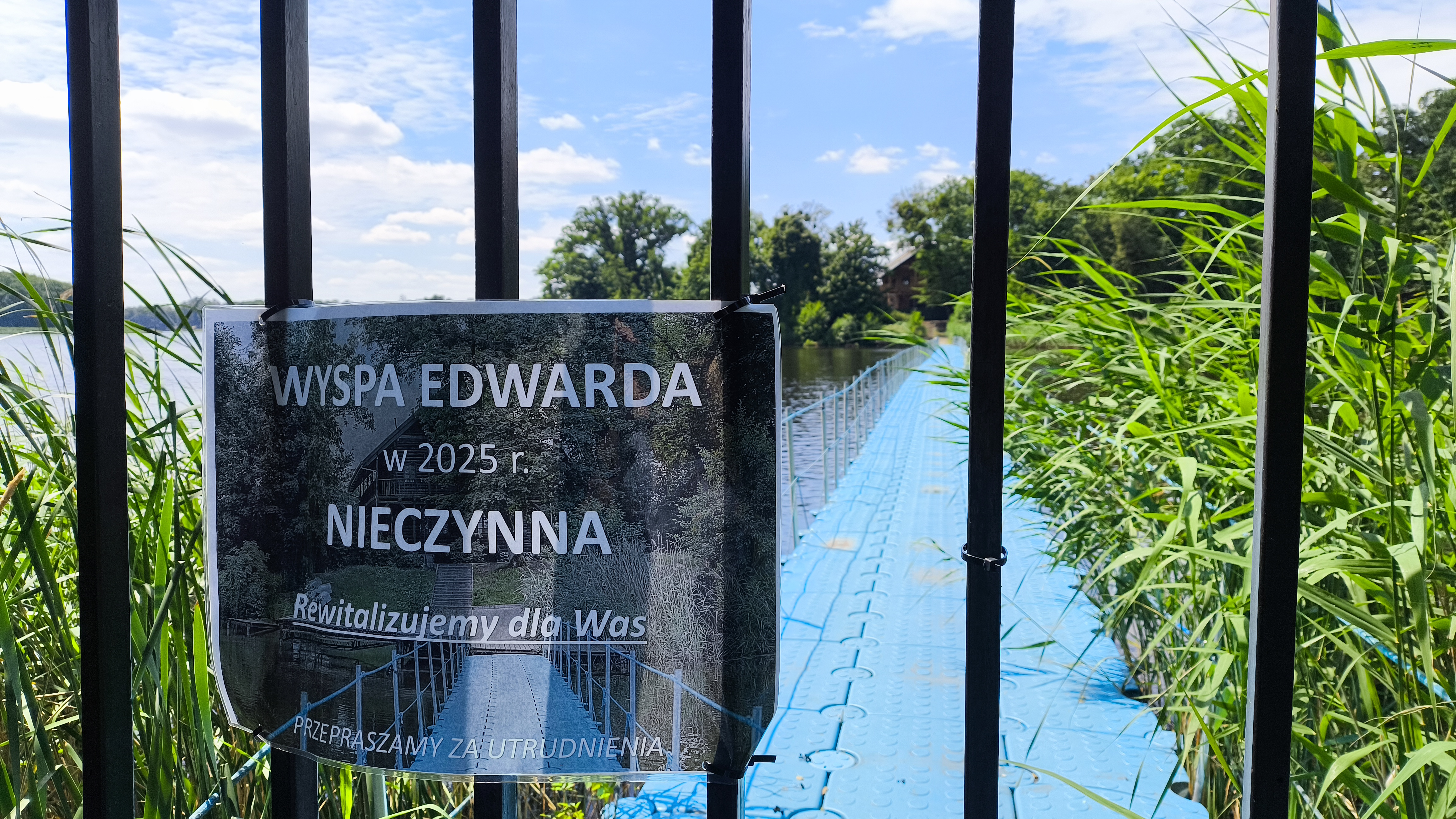
Most modułowy prowadzący na wyspę z Zaniemyśla (2025)